# Pedro Vasconcelos
Pedro Vasconcelos de Brito Pereira (Rio de Janeiro, 25 de outubro de 1973) é um diretor e ex-ator brasileiro de televisão.

## Biografia
Em 1997, foi o protagonista da segunda fase da terceira temporada do seriado teen Malhação ao lado da atriz Luana Piovani. Em 2000, protagonizou junto com a apresentadora Angélica a telenovela infanto juvenil  Bambuluá.
Em 2017, dirigiu o filme Dona Flor e Seus Dois Maridos baseado no livro homônimo de Jorge Amado e remake do filme de 1976. Tendo no elenco Juliana Paes, Marcelo Faria e Leandro Hassum.

## Vida pessoal
Pedro foi casado com a atriz Daniela Pessoa entre 1997 e 2007, com quem teve um filho, Lucas Vasconcelos (1997).
Em (2008) nasceu Francisco Alencar, seu segundo filho.
Namorou de 2012 a 2020 com a atriz Flávia Garrafa.
Em 2021 casou com Paula Sachet.

## Filmografia

### Televisão

#### Como diretor
| Ano     | Título                             | Cargo             | Notas                            |
| ------- | ---------------------------------- | ----------------- | -------------------------------- |
| 2000–01 | Bambuluá                           | Diretor           | Temporadas 1–2                   |
| 2002–04 | Sítio do Picapau Amarelo           | Diretor           | Temporadas 2–4                   |
| 2002–04 | Xuxa no Mundo da Imaginação        | Diretor           | Temporadas 1–3                   |
| 2004    | Linha Direta                       | Diretor           | Episódio "As Máscaras de Chumbo" |
| 2005    | Alma Gêmea                         | Diretor           |                                  |
| 2007    | Amazônia, de Galvez a Chico Mendes | Diretor           |                                  |
| 2007    | Sete Pecados                       | Diretor           |                                  |
| 2008    | Por Toda Minha Vida                | Diretor           | Episódio: "Chacrinha"            |
| 2008    | A Favorita                         | Diretor           |                                  |
| 2009    | Paraíso                            | Diretor           |                                  |
| 2010    | Escrito nas Estrelas               | Diretor           |                                  |
| 2011    | Morde & Assopra                    | Diretor Geral     |                                  |
| 2012    | Amor Eterno Amor                   | Diretor Geral     |                                  |
| 2014    | A Teia                             | Diretor Geral     |                                  |
| 2014    | Império                            | Diretor Geral     |                                  |
| 2015    | Além do Tempo                      | Diretor Geral     |                                  |
| 2017    | A Força do Querer                  | Diretor Geral     |                                  |
| 2018    | Espelho da Vida                    | Diretor Artístico |                                  |

#### Como ator
| Ano     | Título                            | Personagem                | Notas                        |
| ------- | --------------------------------- | ------------------------- | ---------------------------- |
| 1989    | Top Model                         | Tico                      |                              |
| 1990    | Riacho Doce                       | Lucas                     |                              |
| 1991    | Vamp                              | João Ramos Rocha          |                              |
| 1991    | O Portador                        | Victor                    |                              |
| 1993    | Fera Ferida                       | Etevaldo Praxedes Menezes |                              |
| 1995    | A Próxima Vítima                  | Lucas Braga Ribeiro       |                              |
| 1996    | Dona Anja                         | Mauro Marques (Maurinho)  |                              |
| 1997    | Malhação                          | Leovegildo (Vudu)         | Temporada 3                  |
| 1999    | Malhação.com                      | Leovegildo (Vudu)         | Episódio “16 de julho”       |
| 1999    | D'Artagnan e os Três Mosqueteiros | Porthos                   | Especial de fim de ano       |
| 2000–01 | Bambuluá                          | Bruck                     | Temporadas 1–2               |
| 2003    | Linha Direta Justiça              | Julião Baptista Coqueiro  | Episódio: "A Fera de Macabu" |

### Cinema

#### Como diretor
| Ano  | Título                        |
| ---- | ----------------------------- |
| 2013 | O Concurso                    |
| 2017 | Dona Flor e Seus Dois Maridos |
| 2018 | Fala Sério, Mãe!              |
| 2020 | O Mágico Di Ó                 |

#### Como ator
| Ano  | Título             | Personagem          |
| ---- | ------------------ | ------------------- |
| 1989 | Faca de Dois Gumes | Paulo Sérgio (Cuca) |

## Teatro

### Como diretor
| Ano  | Título                            |
| ---- | --------------------------------- |
| 1998 | D'Artagnan e Os Três Mosqueteiros |
| 2008 | Dona Flor e Seus Dois Maridos     |
| 2010 | A Marca do Zorro                  |
| 2012 | Tudo Por Um Pop Star              |
| 2013 | Tô Grávida                        |
| 2015 | Meu Passado Não me Condena        |

### Como ator
| Ano  | Título                            | Personagem |
| ---- | --------------------------------- | ---------- |
| 1998 | D'Artagnan e Os Três Mosqueteiros | Porthos    |